# Emiliano (nome)
Emiliano  è un nome proprio di persona italiano maschile.

## Varianti
- Composti: Massimiliano
- Femminili: Emiliana[1][4]

### Varianti in altre lingue
- Albanese: Emilian, Emiliano, Emilijan, Emiljan
- Catalano: Emilià
- Croato: Emilijan
- Gallese: Emlyn[2]
- Francese: Émilien[2][3]
  - Femminili: Émilienne[4]
- Inglese: Aemilian[3], Emilian[3]

- Latino: Aemilianus[1][2][3][5]
  - Femminili: Aemiliana[1][4]
- Polacco: Emilian
- Portoghese: Emiliano[3]
  - Femminili: Emiliana[4]
- Rumeno: Emilian[2]

- Russo: Емельян (Emel'jan)[2]
- Serbo: Емилијан (Emilijan)
- Spagnolo: Emiliano[2][3], Millán
  - Femminili: Emiliana[4]
- Ucraino: Омелян (Omeljan)
- Ungherese: Emilián

## Origine e diffusione
Deriva dal nome gentilizio latino Aemilianus, a sua volta basato sul nome Aemilius (Emilio); si tratta cioè di un patronimico, che ha il significato di "appartenente a Emilio", "discendente da Emilio".

## Onomastico
L'onomastico si può festeggiare in memoria di numerosi santi, alle date seguenti:
- 5 gennaio, santa Emiliana, zia di san Gregorio Magno, vergine[5][7]
- 28 gennaio, sant'Emiliano, vescovo di Trevi[7]
- 10 marzo, sant'Emiliano, abate a Lagny[7]
- 25 marzo, beato Omeljan Kovc, sacerdote e martire a Majdanek sotto i comunisti
- 17 maggio, sant'Emiliano I, vescovo di Vercelli[7]
- 30 giugno, santa Emiliana, vergine e martire a Roma[5][8]
- 18 luglio, sant'Emiliano, martire a Dorostoro sotto Flavio Claudio Giuliano[3][7]
- 8 agosto, sant'Emiliano, vescovo di Cizico e martire sotto Leone V l'Armeno[7]
- 13 settembre, sant'Emiliano, vescovo di Valence[7]
- 11 ottobre, sant'Emiliano, eremita presso Rennes[9]
- 6 novembre, sant'Emiliano, vescovo irlandese e pellegrino a Roma, morto presso Faenza[7]
- 12 novembre, sant'Emiliano, sacerdote, monaco ed eremita sulla Cogolla, presso Berceo[7]
- 6 dicembre, sant'Emiliano, martire in Africa con altri compagni sotto Unerico[5][7]

## Persone
- Emiliano, imperatore romano

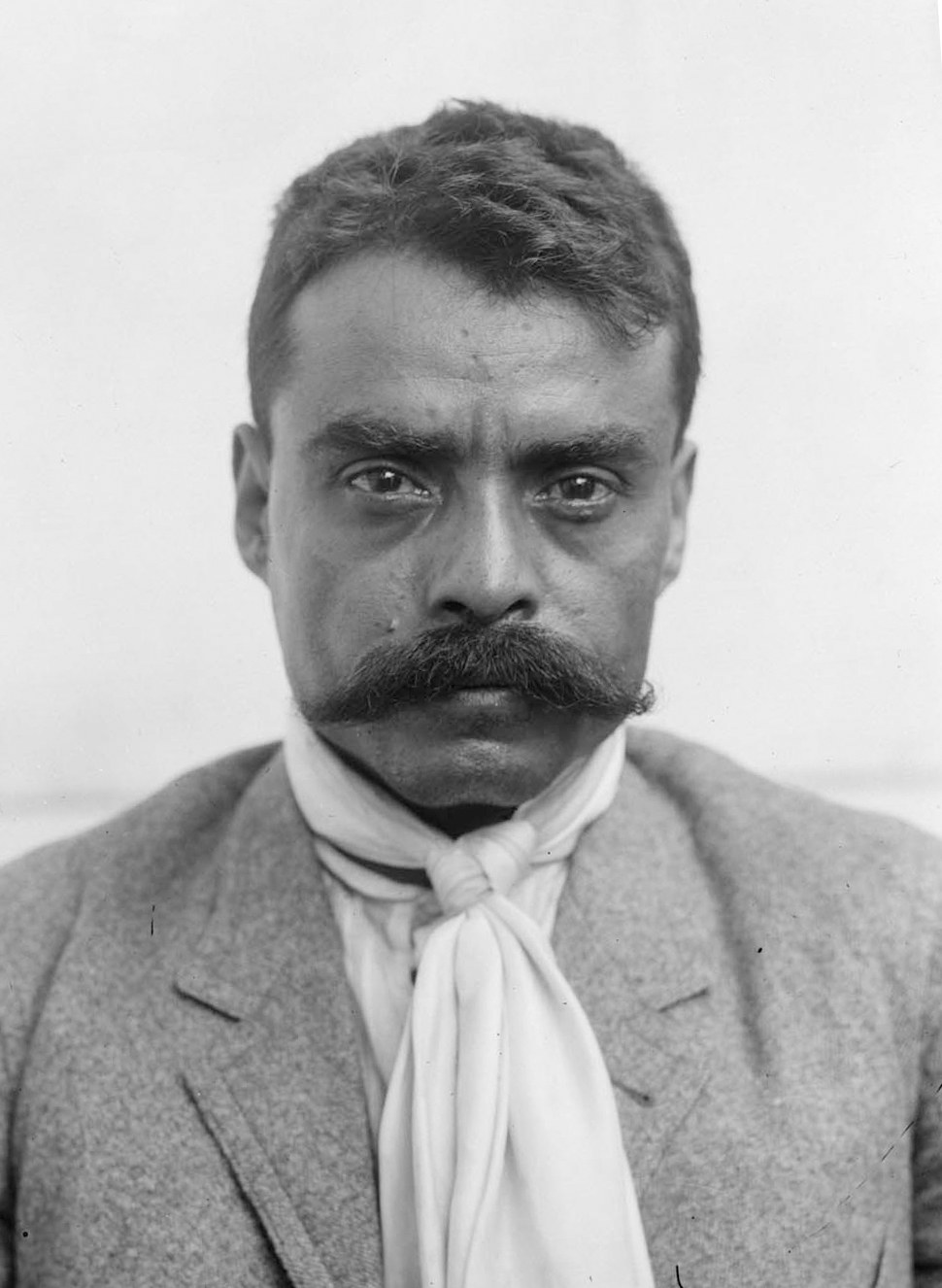
Emiliano Zapata

- Emiliano Bonazzoli, calciatore italiano
- Emiliano Chamorro Vargas, politico nicaraguense
- Emiliano González Navero, avvocato e politico paraguaiano
- Emiliano Mondonico, calciatore e allenatore di calcio italiano
- Emiliano Moretti, calciatore italiano
- Emiliano Tardif, presbitero canadese
- Emiliano Viviano, calciatore italiano
- Emiliano Zapata, rivoluzionario, politico e guerrigliero messicano

### Varianti maschili
- Émilien Devic, calciatore francese

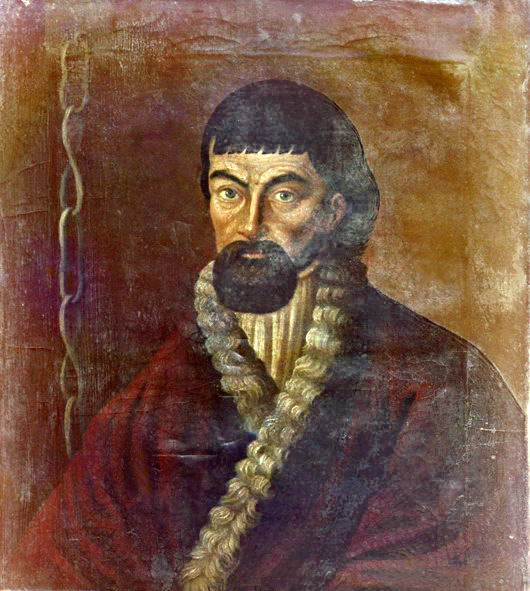
Emel'jan Pugačëv

- Emilian Dobrescu, economista e compositore di scacchi rumeno
- Emilian Dolha, calciatore rumeno
- Émilien Méresse, calciatore francese
- Emel'jan Pugačëv, pretendente al trono di Russia

### Variante femminile Emiliana
- Emiliana Cantone, cantante italiana
- Emiliana Perina, cantante e attrice italiana
- Emiliana Santoli, politico italiana

### Altre varianti femminili
- Emilíana Torrini, cantante islandese